# プラトニック・ダンス
『プラトニック・ダンス』は、作：川原つばさ、絵：沖麻実也によるボーイズラブ小説。キャラ文庫より全6巻発売。

## 物語概要
5ヵ国語を操る秘書・穐谷絹一と、ホスト・鷲尾香の一夜の関係から始まった恋を描く。

## 主要登場人物
穐谷絹一（あきやけんいち）
5ヵ国語を操る通訳兼秘書の男性。仕事先で鷲尾と出会う。
鷲尾香（わしおかい）
ホストの男性。自称「日本一わがままなホスト」だが、絹一を優しく包み込む。

## 書籍情報
- 1巻 2000年2月1日発売 ISBN 978-4199001284
- 2巻 2000年3月1日発売 ISBN 978-4199001291
- 3巻 2000年8月1日発売 ISBN 978-4199001475
- 4巻 2003年7月1日発売 ISBN 978-4199002724
- 5巻 2003年10月1日発売 ISBN 978-4199002830
- 6巻 2004年5月27日発売 ISBN 978-4199002977